# ماريا دارلينغ
ماريا دارلينغ (بالإنجليزية: Maria Darling)‏ هي ممثلة بريطانية، ولدت في 11 أبريل 1966 في لندن في المملكة المتحدة.

## أعمال

### مسلسلات
- فيفي والزهرات الصغيرات

## وصلات خارجية
- ماريا دارلينغ على موقع IMDb (الإنجليزية)
- ماريا دارلينغ على موقع قاعدة بيانات الفيلم (الإنجليزية)